# Dennis Mimm
Dennis Mimm (* 18. März 1983 in Innsbruck) ist ein ehemaliger österreichischer Fußballspieler und Politiker. Er kam vorwiegend als rechter Außenverteidiger oder im rechten Mittelfeld zum Einsatz. Er kandidierte bei der Nationalratswahl in Österreich 2019 für die SPÖ auf Platz zwei im Regionalwahlkreis Innsbruck und auf Platz acht im Landeswahlkreis Tirol.

## Karriere
Dennis Mimm spielte in seiner Jugend beim Innsbrucker AC und im Bundesnachwuchszentrum Tirol, bevor er 2002 zum FC Wacker Tirol wechselte. Mimm bestritt insgesamt 130 Bundesligaspiele für den FC Wacker und schaffte den Durchmarsch von der Regionalliga West in die Bundesliga.
Der Verteidiger wechselte 2008 nach dem Abstieg der Tiroler für eine Saison nach Vorarlberg zum SCR Altach.
Nach einer weiteren Saison beim FC Pasching unterzeichnete Mimm im August 2010 einen Vertrag beim deutschen Drittligisten SpVgg Unterhaching, kehrte jedoch schon im Jänner zu seinem alten Verein zurück.
Im Juli 2011 wechselte er zum FC Lustenau, dem er bis Sommer 2012 treu blieb. Anfang Saison 2012/13 wechselte er wieder in die Bundesliga zum SC Wiener Neustadt, dem er bis zu seinem Karriereende zum Abschluss der Saison 2014/15 treu blieb.